# گرگ دریا (فیلم ۱۹۲۶)
گرگ دریا (انگلیسی: The Sea Wolf) یک فیلم ماجراجویی صامت به کارگردانی رالف اینس محصول سال ۱۹۲۶ کشور ایالات متحده آمریکا است.  این فیلم براساس رمان گرگ دریا اثر جک لندن ساخته شده‌است.

## بازیگران
- رالف اینس در نقش 'Wolf' Larsen
- کلیر آدامز در نقش Maud Brewster
- تئودور فون التز در نقش Humphrey Van Weyden
- اشنیتز ادواردز در نقش Thomas Mugridge
- میچل لوئیس در نقش Johansen, the Mate